# Amauridia
Amauridia is een geslacht van vlinders van de familie spinneruilen (Erebidae), uit de onderfamilie Hypeninae.

## Soorten
- A. albipunctilla Schaus, 1916
- A. aristina Schaus, 1916
- A. cristina Schaus, 1916
- A. dentina Hampson
- A. ecuadoralis Schaus, 1916
- A. heterochrosis Hampson
- A. holoscota Hampson
- A. inscitalis Schaus, 1916
- A. paganacalis Schaus, 1916
- A. rona Schaus, 1912